# Rebecca Chestnutt
Rebecca Chestnutt (* 1958 in Spartanburg, South Carolina, USA) ist eine US-amerikanische Architektin und Hochschulprofessorin, die in Berlin lebt und arbeitet.

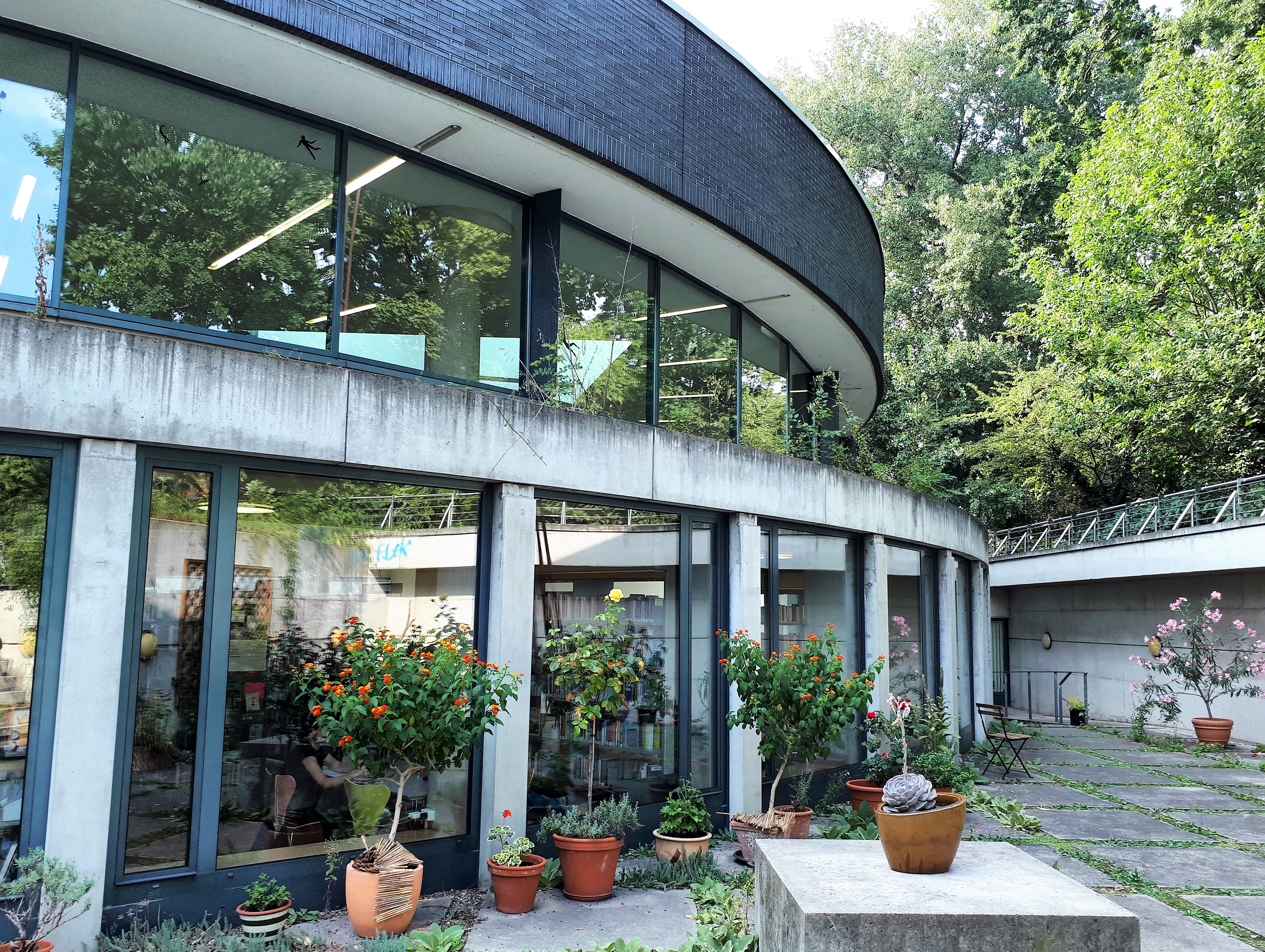
Garten der Luisenbibliothek in Berlin-Gesundbrunnen

## Leben & Werk
Von 1975 bis 1981 studierte Rebecca Chestnutt Architektur am Virginia Polytechnic Institute in Blacksburg, Virginia. Seit 1982 lebt sie in Europa und ist vor allem in Berlin tätig. Als freie Mitarbeiterin war sie tätig im Büro von Karl Fleig in Zürich sowie im Büro BJSS (Bangert, Jansen, Scholz, Schultes) in Berlin. 1988 gründeten sie und Robert Niess ein eigenes Architekturbüro, das bis heute existiert.
In den Jahren 2000 und 2001 war sie Lehrbeauftragte an der Universität der Künste Berlin, die zu diesem Zeitpunkt noch den Namen Hochschule der Künste (HdK) hatte. Von 2003 bis 2005 war sie Gastprofessorin im Fach Architektur an der Kunsthochschule Weißensee. Seit 2005 ist sie Professorin an der Hochschule für Technik Stuttgart.
Die prominenteste Planung aus dem Werk von Rebecca Chestnutt ist kein Neubau, sondern die stufenweise Modernisierung eines sehr bekannten Berliner Bauwerks: der Bahnhof Alexanderplatz. Chestnutt und ihr Partner Robert Niess planten und realisierten die denkmalgerechte Modernisierung sowohl des oberirdischen Teils für S- und Fernbahn (1995–1998), als auch des unterirdischen Teils für die U-Bahn (1998–2006).
Chestnutt und Niess sind vor allem spezialisiert auf öffentliche Bauten. Sie planten und realisierten mehrere Bibliotheken und Sporthallen sowie Bauten für Lehre und Verwaltung. Ein viel beachtetes und publiziertes Werk von Chestnutt und Niess ist die Bibliothek am Luisenbad in Berlin-Gesundbrunnen.
Präsent im Berliner Stadtbild sind die beiden Mehrfamilienhäuser am Tempelhofer Damm an der Ecke Paradestraße (1992) in Berlin-Tempelhof. Die scheibenartigen Wohngebäude bilden eine auffällige Torsituation am U-Bahnhof Paradestraße.

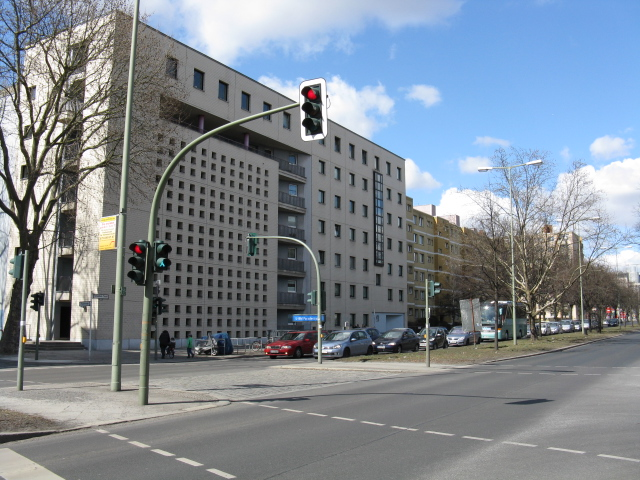
Tempelhofer Damm Ecke Paradestrasse

Eine besondere Relevanz für Architektur und Stadtentwicklung hat Rebecca Chestnutt einerseits durch ihre Betätigung im Bund Deutscher Architekten und bei der Bundesstiftung Baukultur, mehr noch aber durch ihre Rolle in Jurys von Architekturwettbewerben. Bei zahlreichen Architekturwettbewerben war Rebecca Chestnutt Jurymitglied oder sogar Juryvorsitzende, so zum Beispiel beim Wettbewerb für einen Neubau des Bundesgesundheitsministeriums 2002, Umbauten in Prora auf Rügen 2004, bei der Vergabe des Biennale-Beitrags für Venedig 2010, oder der Modernisierung der Staatsbibliothek Potsdamer Straße (Staatsbibliothek West) 2019.